# Mírov
Mírov es un municipio situado en el distrito de Šumperk, en la región de Olomouc, República Checa. Tiene una población estimada, a inicios de 2024, de 353 habitantes.